# Molitva

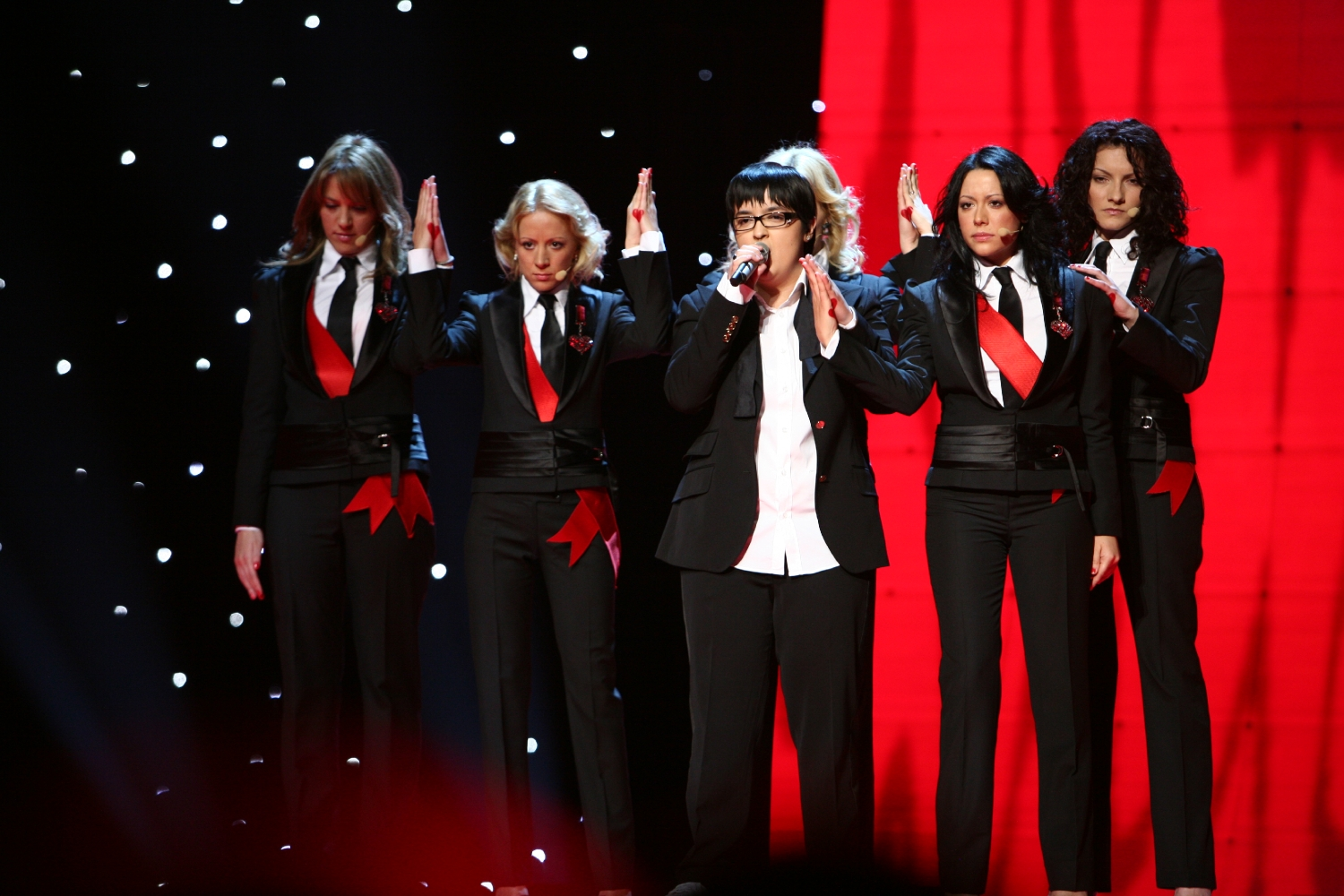
Występ Mariji Šerifović w Konkursie Eurowizji

Molitva (cyr. Молитва) – piosenka wykonywana przez reprezentantkę Serbii Mariję Šerifović, która na 52. Konkursie Piosenki Eurowizji w 2007 roku zdobyła 1. miejsce (268 punktów). Muzykę skomponował Vladimir Graić, autorem słów jest Saša Milošević Mare.
„Molitva” jest pierwszym od 1998 roku zwycięskim utworem eurowizyjnym, który był wykonywany wyłącznie w języku ojczystym, a nie po angielsku. Angielska wersja piosenki nosi tytuł „Destiny”, powstał też jej rosyjski odpowiednik
Tekst piosenki mówi o tęsknocie i cierpieniu odczuwanej po odejściu ukochanej osoby. Uczucie powoduje, że imię ukochanej osoby jest wciąż wymawiane jak modlitwa (o jej powrót).

## Kontrowersje
W dwa dni po zakończeniu konkursu pojawiły się oskarżenia o plagiat. Zarzucono, że muzyka „Molitvy” jest niemal identyczna jak innego utworu – „Ndarja”, który powstał w oparciu o albańską melodię ludową. Jednak tym oskarżeniom zaprzeczył macedoński kompozytor „Ndarji”, Marjano Filipovski.
Szwedzka gazeta Dagens Nyheter zarzuciła ekipie serbskiej przemycanie treści politycznych do Konkursu Piosenki Eurowizji, ponieważ w jego trakcie pojawił się symboliczny serbski gest, który jest niekiedy uważany za gest o podtekście nacjonalistycznym.